# أوكسبريدج (ضاحية)
أوكسبريدج ( /ˈʌksbrɪdʒ/ ) هي ضاحية بلدة في مقاطعة  ميدلسكس التاريخية. تقع على بعد  15.4 ميل (24.8 كـم) في الشمال الغربي من تشارينغ كروس ، وهي واحدة من المراكز الحضرية الرئيسية المحددة في مخطط لندن . شكلت أوكسبريدج تاريخيًا جزءًا من أبرشية هيلينجدون في مقاطعة ميدلسكس ، وكانت مركزًا تجاريًا محليًا مهمًا منذ وقت مبكر. وكجزء من نمو ضواحي لندن في القرن العشرين ، توسعت وزادت في عدد السكان ، وأصبحت منطقة بلدية في عام 1955 ، وشكلت جزءًا من لندن الكبرى منذ 1965.
وقعت العديد من الأحداث التاريخية في المدينة وحولها ، بما في ذلك محاولة المفاوضات بين الملك تشارلز الأول والجيش البرلماني خلال الحرب الأهلية الإنجليزية .
ويقع في أوكسبريدج قبو معركة بريطانيا ، حيث كان يتم تنسيق عمليات الدفاع الجوي لجنوب شرق إنجلترا خلال معركة بريطانيا .
وتقع غرفة عمليات المجموعة رقم 11  التابعة لمحطة سلاح الجو الملكي البريطاني  بأوكسبريدج  داخل هذا القبو ، وقد لعبت دورًا مهمًا خلال المعركة وتم استخدامها لاحقًا خلال عمليات الإنزال في يوم النصر .
اليوم تعدو المدينة بمثابة مركز تجاري مهم. وتعتبر أيضًا مدينة جامعية  حيث تضم جامعة برونيل بلندن بالإضافة إلى حرم أوكسبريدج بجامعة باكينجهامشير الجديدة . وتقع المدينة بالقرب من حدود مقاطعة باكينجهامشير ، التي تقع  على نهر كولن .
تشمل أوكسبريدج عموما على مناطق هيرفيلد   و ايكنهام و هيلينغدون ، ونيويرزالخضراء و كاولي ، ويتم تمثيل الضاحية سياسيا  بالكامل من قبل ستة أقسام انتخابية تستخدم لانتخاب أعضاء مجلس هيلينجدون وكذلك تستخدم لأغراض إحصائية.
وقد سجل تعداد 2011 عدد سكان 70560 لجميع الأقسام مجتمعة.

## التاريخ

### الأسماء الجغرافية
اشتق اسم المدينة من «جسر ويكسان» ،  الذي كان يقع بالقرب من أسفل طريق أكسفورد حيث يوجد الآن جسر طريق حديث بجانب دار سوان آند بوتل العام.
كانت ويكسان قبيلة سكسونية من القرن السابع من لينكولنشاير والتي بدأت أيضًا في الاستقرار في المنطقة التي أصبحت  ميدلسكس  حاليا .
بدأ الأنجلو ساكسون في الاستقرار والزراعة في منطقة أوكسبريدج في القرن الخامس ، وإزالة الغابات الكثيفة.
وهناك مكانان آخران في ميدلسكس يحملان أسماء مشتقة من  وكسان وهما:
- أوكسيندون ( رابية وكسان ) وهو الاسم الذي مازال محفوظا الآن فقط في أسماء شوارع رابية وكسان وفي الطريق المتعرج في حي هارو

واكسلو ( واكسان وود )  بالقرب من ضاحية ساوثال .
وجد علماء الآثار بقايا من العصر البرونزي (قبل 700 قبل الميلاد) وبقايا العصور الوسطى أثناء بناء مركزا للتسوق على بعد ميلين (3.2 كيلومترات) من دنهام ، وتم العثور أيضا على بقايا من العصر الحجري القديم الأعلى.
ولم يرد ذكر أوكسبريدج في كتاب يوم القيامة للقرن الحادي عشر ، ولكن بعد مائة عام تم بناء كنيسة سانت مارغريت . حيث ظهرت المدينة في سجلات عام 1107 باسم وكسبريجي "Woxbrigge" ، وأصبحت جزءًا من تقسيم إلثرون الإداري  مع مستوطنات أخرى في المنطقة.

### التطورات الأولية

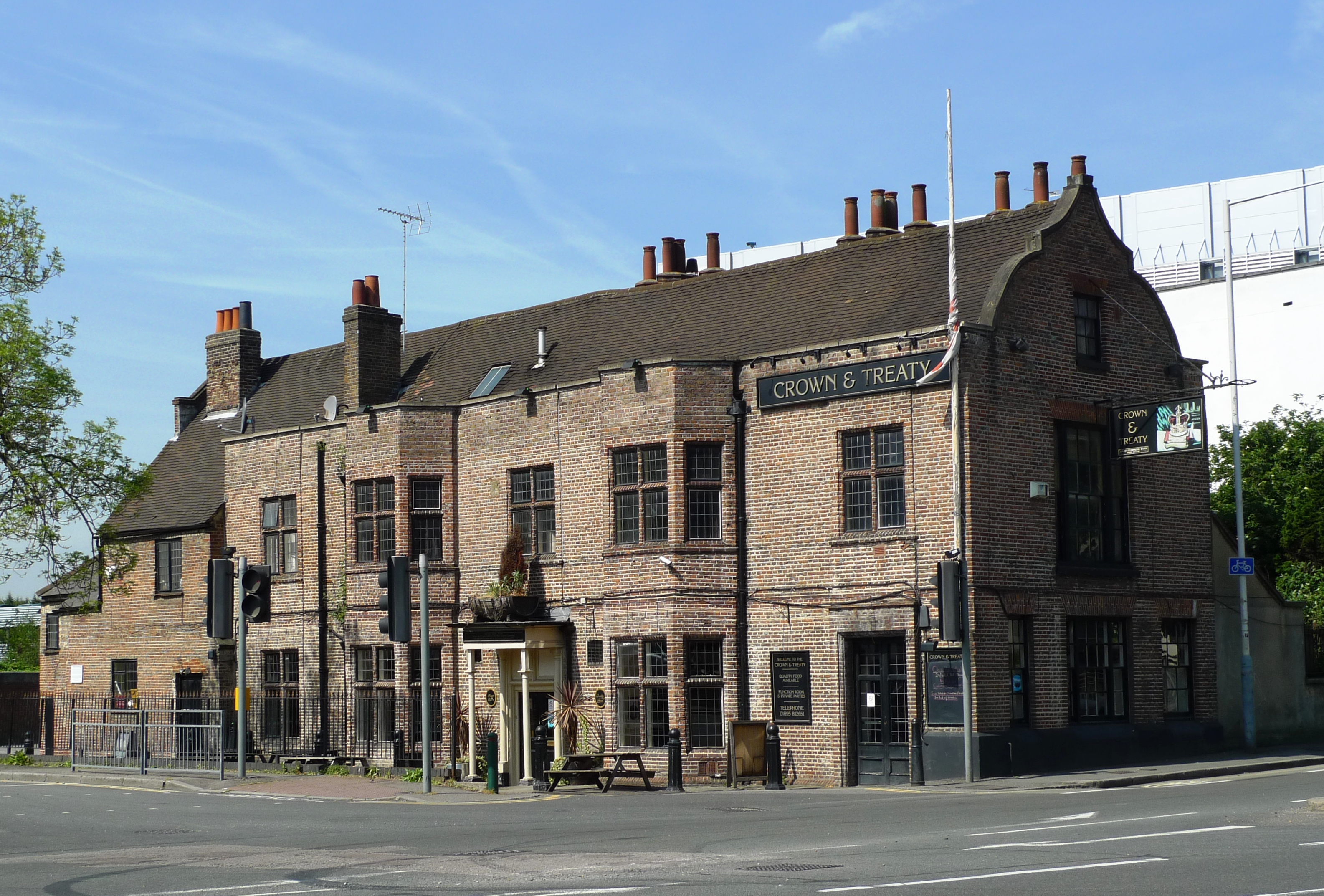
دار التاج والمعاهدة العامة

قام الجيش البرلماني بتحصين المدينة عند اندلاع الحرب الأهلية الإنجليزية في عام 1642 وأسس مقر له هناك في يونيو 1647 على خط ما بين ستينز إلى واتفورد ،  وكذلك مر الملك عبر أوكسبريدج في أبريل 1646 ، ثم استراح  في منزل ريد ليون العام   لعدة ساعات. والتقى تشارلز الأول بممثلي البرلمان في فندق كراون إن في أوكسبريدج عام 1645 ، لكن المفاوضات من أجل إنهاء الأعمال العدائية لم تنجح بسبب موقف الملك العنيد جزئيًا.
ولقد تم اختيار المدينة لأنها كانت تقع بين المقر الملكي في أكسفورد والمعقل البرلماني في لندن.
في عام 1788 تم بناء السوق المغطى  ليحل محل مبنى الذي تم تشييده عام 1561. وفي أوائل القرن التاسع عشر ، كانت سمعة أوكسبريدج سيئة. فقال الفقيه القانوني وليم ارابين عن سكانها : «سوف يسرقون أسنانك من فمك وأنت تمشي في الشوارع. أعرف ذلك من خلال التجربة».
وخلال  200 عام ، تم إنتاج معظم دقيق لندن في منطقة أوكسبريدج.
في عام 1749 م افتتحت قناة جراند جانكشن والتي  ربطت بين أوكسبريدج وبرمنغهام ونهر التايمز في برينتفورد .
و بحلول عام 1800 ، أصبحت أوكسبريدج واحدة من أهم مدن التسوق في ميدلسكس ، وساعدها في ذلك وضعها كأول نقطة توقف للحافلات التي تسافر من لندن إلى أكسفورد.
انخفض تطوير أوكسبريدج بعد افتتاح خط سكة حديد جريت ويسترن  في عام 1838 ، والتي مرت عبر ويست درايتون.
وفي عام 1856  تم افتتاح خط فرعي إلى أوكسبريدج،
لكنه كان افتتاح خط متروبوليتان في عام 1904سببا مهما و الذي أعاد نمو أوكسبريدج من خلال إعطاء المدينة أول رابط مباشر لها إلى لندن.

### التنمية الحضرية

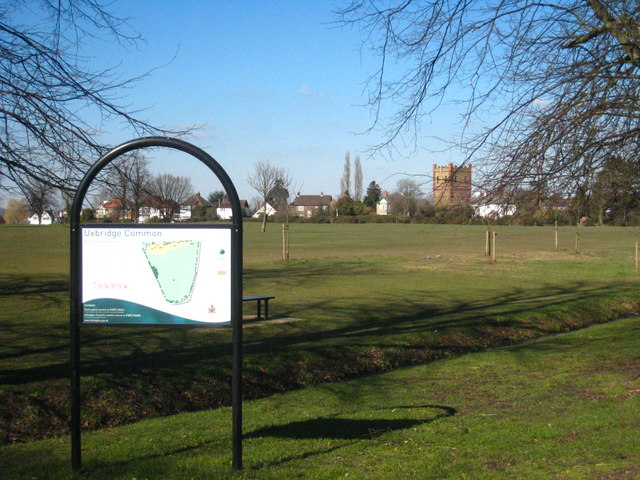
تم تقليل مساحة أوكسبريدج كومون في عام 1819 من خلال تضمين أبرشية هيلينجدون.

في عام 1819 حدث تسييج لأبرشية هيلينجدون مما أدى إلى انخفاض كبير في مساحة أوكسبريدج  ، والتي كان محيطها 4 ميل (6.4 كـم) .
في عام 1871 تم بناء أول مركز للشرطة في المدينة في شارع وندسور. وتضمن المبنى ثلاث زنزانات واسطبلات. ثم واصلت شرطة العاصمة استخدام المبنى حتى عام 1988م ، وبعدها انتقلت العمليات إلى موقع جديد في طريق هارفيلد.
في عام 1996 م  أصبح المبنى فيما بعد منزل عام بأسم  بيل العجوز ( شخصية موسيقية خيالية ) ، وفي عام 2006  تم تغيير الاسم إلى  شجرة التين 
في أوائل القرن العشرين ، تم إنشاء شركة أوكسبريدج وشركة الإمداد بالكهرباء في طريق واترلو ، وتم ربط جزء كبير من المدينة بحلول عام 1902 ، على الرغم من أن بعض المنازل كانت لا تزال تحتوي على إضاءة تعمل بالغاز في عام 1912.
وتم بناء برج مياه في أرض أوكسبريدج المشتركة في عام 1906 ، على غرار برج الكنيسة ، لتحسين الإمداد بالمدينة.

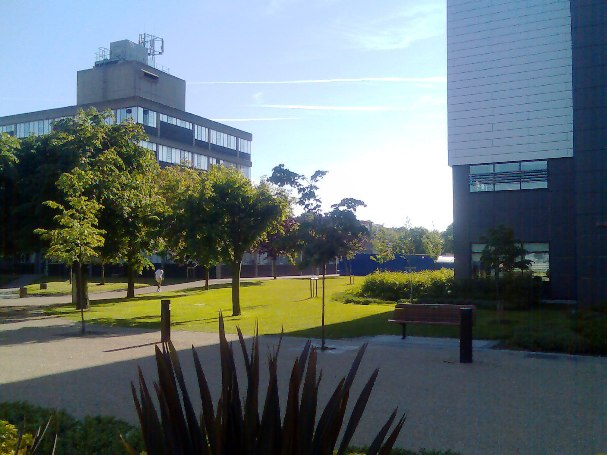
تم بناء جامعة برونيل على أرض كانت يشغلها سابقًا مشتل لوي وشوير للنباتات.

في عام 1958 ، تم التصفية الطواعية لمساحة  199 أكر (81 ها) هكتار من مشتل   لوي وشوير للنباتات إلى الجزء الغربي من محطة سلاح الجو الملكي البريطاني بأوكسبريدج
كان المشتل موجودا  في طريق كينغستون منذ عام 1868 ، وكان أكبر منتج للزهور المقطوفة في البلاد.
بدأت أعمال الهدم في عام 1962 ، ثم تم بعدها  البدء في بناء جامعة برونيل . بعدها  تم إغلاق خط فرعي سكك حديد أوكسبريدج (شارع الكرمة) ، والذي كان يسير جزئيًا بجانب الموقع ، في عام 1964
وفي عام 1966 افتتحت الجامعة ،  بعد شراء الأرض التي كانت تسير فيها السكك الحديدية من المجلس المحلي مقابل 65 ألف جنيه إسترليني.

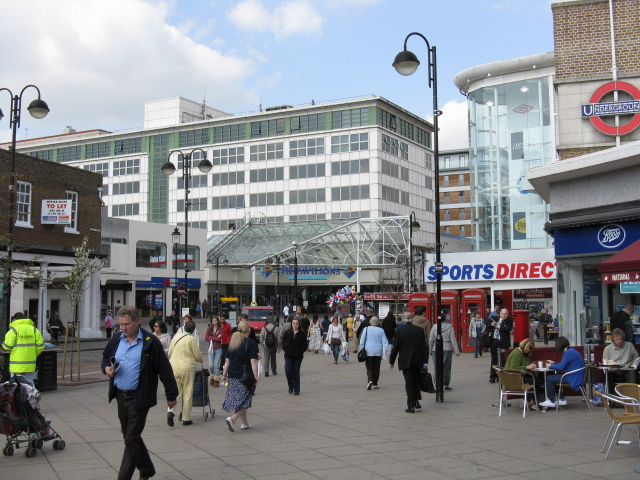
شارع هاي ستريت أوكسبريدج ومركز تسوق ذا بافيليونز

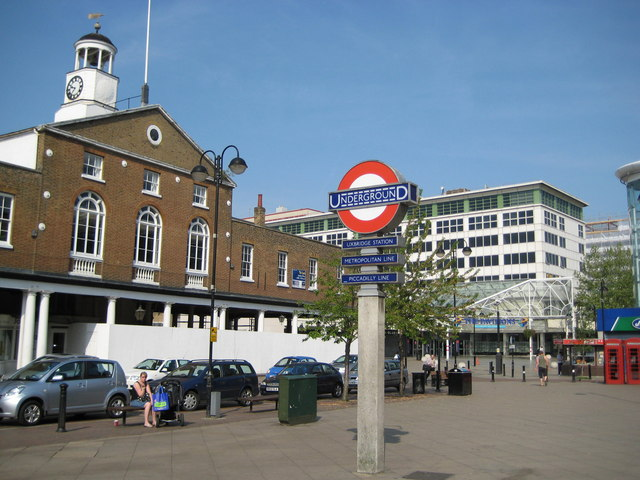
مبنى السوق في شارع هاي ستريت

تم بناء مركز تسوق "تشايمس"  بجانب محطة أوكسبيردج في عام 2001 ، حيث تم دمج العديد من المباني الحالية في الهيكل الجديد. وكان من المقرر في الأصل تسمية المركز بمركز سانت جورج في خطط تعود إلى أوائل التسعينيات ، على الرغم من أن هذا الاسم اتخذ في النهاية من قبل مركز تسوق آخر في هارو . بدلاً من ذلك ، قيل أن أسم : تشايمس"  يشير إلى صوت الأجراس من مكز التسوق الموجود في شارع " هاي ستريت " 
افتتحت سينما أوديون كجزء رئيسي من المركز ، مع إغلاق سينما أصغر في الطرف المقابل من شارع هاي ستريت. تم هدم بعض المنازل على طريق شيبينديل وموقف سيارات سانت جورج للسماح ببناء موقف سيارات جديد في مركز التسوق.

## الحكم
تشكلت أوكسبريدج في الأصل ككنيسة صغيرة داخل أبرشية هيلينجدون . ثم أصبحت رعية مدنية منفصلة في عام 1866 ،  ومنطقة حضرية بموجب قانون الحكم المحلي لعام 1894 .
في عام 1955 ، نجح مجلس المقاطعة الحضرية في تقديم التماس للحصول على ميثاق التأسيس وأصبحت منطقة بلدية . وظل هذا حتى عام 1965 ، عندما تم دمج البلدة في منطقة لندن الجديدة في هيلينجدون . داخل البلدة .
تنقسم أوكسبريدج إلى قسمين: أوكسبريدج الشمالية وأوكسبريدج الجنوبية، و يخدم كل منهم ثلاثة من أعضاء مجلس حزب المحافظين.

## الجغرافيا
تقع أوكسبريدج على ارتفاع متوسط 40 متر (130 قدم) فوق مستوى سطح البحر. وهي مثل الكثير من بقية المملكة المتحدة ذات مناخ  معتدل بشكل عام ، مع الأرتفاع الطفيف في درجة الحرارة أو الطقس في بعض المواسم.
تنسيق المواقع (اللاندسكيب) الذي أقيمت عليه مستوطنة أوكسبريدج لم يتغير إلى حد كبير عن العصر الحجري الوسيط . حيث غطت أشجار البلوط والدردار معظم الأراضي  ، والتي تم إزالتها فيما بعد تدريجياً من قبل المستوطنين الأوائل.
وقد أوجدت الحفريات الأثرية التي أجراها متحف لندن في التسعينيات دليلاً على وجود عناصر أحجار الصوان التي شكلها الصيادون في العصر الحجري الوسيط لإستخدامها في أدوات الصيد ، بالإضافة إلى عظام حيوانات مختلفة وآثار الفحم من بقايا حرائق المخيمات.
يمر نهر بين عبر أوكسبريدج ، ويمر عبر الموقع السابق لسلاح الجو الملكي بأوكسبريدج وأراضي جامعة برونيل، وهو ينضم إلى نهر فرايز المتفرع من نهر كولن ويعمل كحدود بين أوكسبريدج ومقاطعة باكينجهامشير المجاورة.

## الديموغرافيا
تم تسجيل الرقم التقريبي للسكان في أوكسبريدج الشمالية في عام 2009 من قبل مكتب الإحصاء الوطني على أنه 11،812 ،  و 11،887 في أوكسبريدج الجنوبية. غالبية السكان في أوكسبريدج الشمالية كانوا من البيض ، بنسبة 85٪ ، مقابل 79٪ لمنطقة هيلينجدون بأكملها.  كان في أوكسبريدج ساوث أيضًا غالبية من السكان البيض ، مطابقة لشكل البلدة. في كلا الجناحين ، كانت النسبة المتبقية تتكون من مجموعات عرقية مختلطة ، آسيوية أو آسيوية بريطانية ، سوداء أو بريطانية سوداء ، وصينية أو مجموعات عرقية أخرى. من بين الجناحين ، كان لدى أوكسبريدج الجنوبية نسبة أعلى من السكان السود والصينيين ، مقارنة بالمدينة.
بحلول وقت تعداد المملكة المتحدة لعام 2011 ، وصل عدد سكان أوكسبريدج إلى 12048 في أوكسبريدج الشمالية و 13979 في أوكسبريدج الجنوبية. كانت المجموعة العرقية الأكثر شيوعًا هي البريطانيين البيض في أوكسبريدج الشمالية ، بنسبة 69.8 ٪ ، يليهم البريطانيون الآسيويون أو الآسيويون (19.5 ٪) والسود أو البريطانيون السود (4.1 ٪). النسبة المتبقية كانت مكونة من أعراق مختلطة ومجموعات عرقية أخرى غير محددة. كان البريطانيون البيض أيضًا أكبر مجموعة عرقية في أوكسبريدج الجنوبية ، بنسبة 62.1٪ ، يليهم البريطانيون الآسيويون أو الآسيويون (22.6٪) ، والسود أوالبريطانيون السود (7.3٪) والعرق المختلط (4.3٪). وكانت النسبة المتبقية من مجموعات عرقية أخرى غير محددة.
فيما يتعلق بالتوظيف ، كان لدى أوكسبريدج الشمالية عدد أكبر من السكان العاملين في مناصب إدارية ،ففي وقت تعداد المملكة المتحدة لعام 2001 . تم تصنيف غالبية السكان في أوكسبريدج الجنوبية على أنهم «غير مصنف».
يبلغ متوسط العمر المتوقع للرجال 77 عامًا في أوكسبريدج الشمالية ،  مقارنة بـ 74 عامًا في أوكسبريدج الجنبية. الأرقام بالنسب النساء تبلغ 83 عامًا في أوكسبريدج الشمالية و 81 عامًا في أوكسبريدج الجنوبية.
يوضح الجدول أدناه بيانات الإسكان لأوكسبريدج وأحيائها.
| المنطقة / الحي     | منزل عائلي منفصل | منزل ملتصق (توين هاوس) | منازل متلاصقة (تاون هاوس) | الشقق [58] |
| ------------------ | ---------------- | ---------------------- | ------------------------- | ---------- |
| برونيل             | 17.1٪            | 32.0٪                  | 21.8٪                     | 29.2٪      |
| هريفيلد            | 15.4٪            | 37.9٪                  | 23.8٪                     | 22.7٪      |
| هيلينجدون إيست     | 5.9٪             | 34.2٪                  | 45.1٪                     | 14.7٪      |
| إكينهام            | 45.3٪            | 40.3٪                  | 5.0٪                      | 9.4٪       |
| أوكسبريدج الشمالية | 30.1٪            | 28.5٪                  | 15.1٪                     | 26.2٪      |
| أوكسبريدج الجنوبية | 7.8٪             | 30.3٪                  | 20.7٪                     | 40.6٪      |

## الدين
في إحصاء عام 2011 ، أجاب 72.8٪ من سكان حي أوكسبريدج الشمالي بأن لديهم دينًا ، مقارنة بـ 19.3٪ لم يفعلوا ذلك و 7.9٪ لم يجيبوا على السؤال .
ومن بين الذين أجابوا على الأسئلة ، قال 53٪ إنهم مسيحيون ، يليهم 6.7٪ مسلمون و 6.2٪ سيخ. وكانت النسبة المئوية للهندوس 5.4٪. بينما كانت الأرقام الخاصة بالمقيمين الذين تم تحديدهم على أنهم يهود أو بوذيون أو ديانات أخرى غير محددة أقل من 1 ٪.

## الاقتصاد

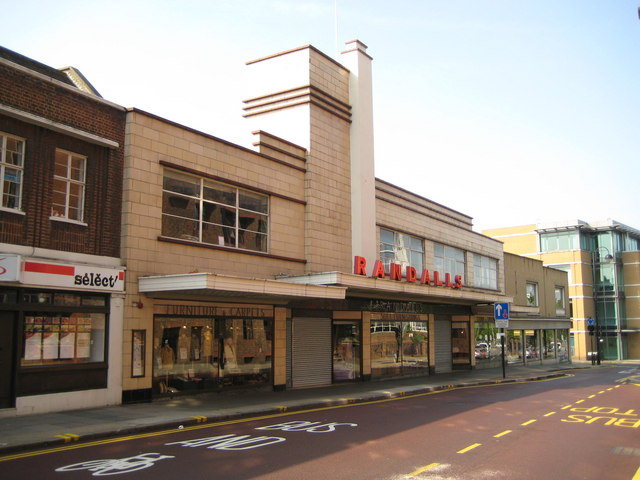
تم بناء متجر راندالز بأسلوب آرت ديكو.

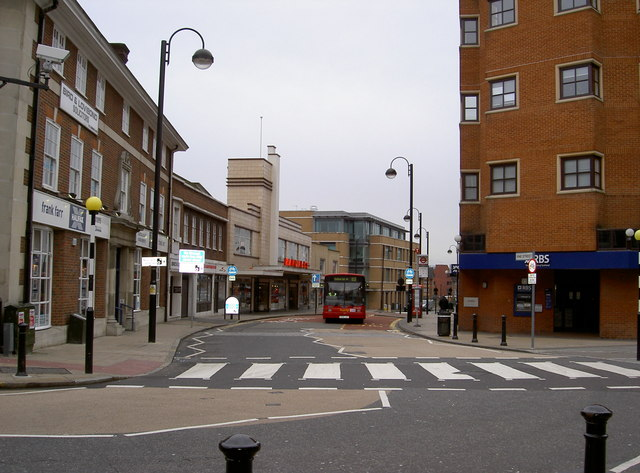
اطلالة على شارع فاين من هاي ستريت

داخل حي هيلينجدون ، يسافر 55.1٪ من السكان إلى أجنحة أوكسبريدج الشمالية وأوكسبريدج الجنوبية للعمل ، ويعيش 8٪ فقط من السكان العاملين هناك داخل تلك الأجنحة.
قاس تعداد عام 2001 ما مجموعه 6،007 (35.9٪) من السكان الذين يغادرون الجناح الشمالي للذهاب إلى العمل. كان لدى أوكسبريدج الجنوبية رقم 5666 (26.5 ٪) من السكان الذين يغادرون الجناح للعمل في مكان آخر.

## التعليم
تشمل المدارس الابتدائية في أوكسبريدج مدرسة هيرميتاج الابتدائية ،  مدرسة كنيسة سانت أندرو الإنجليزية الابتدائية ،  مدرسة سانت ماري الكاثوليكية الابتدائية ،  مدرسة وايتهول للرضع ،  ومدرسة وايتهول جونيور. مدرسة أوكسبريدج الثانوية هي مدرسة ثانوية شاملة في المدينة.

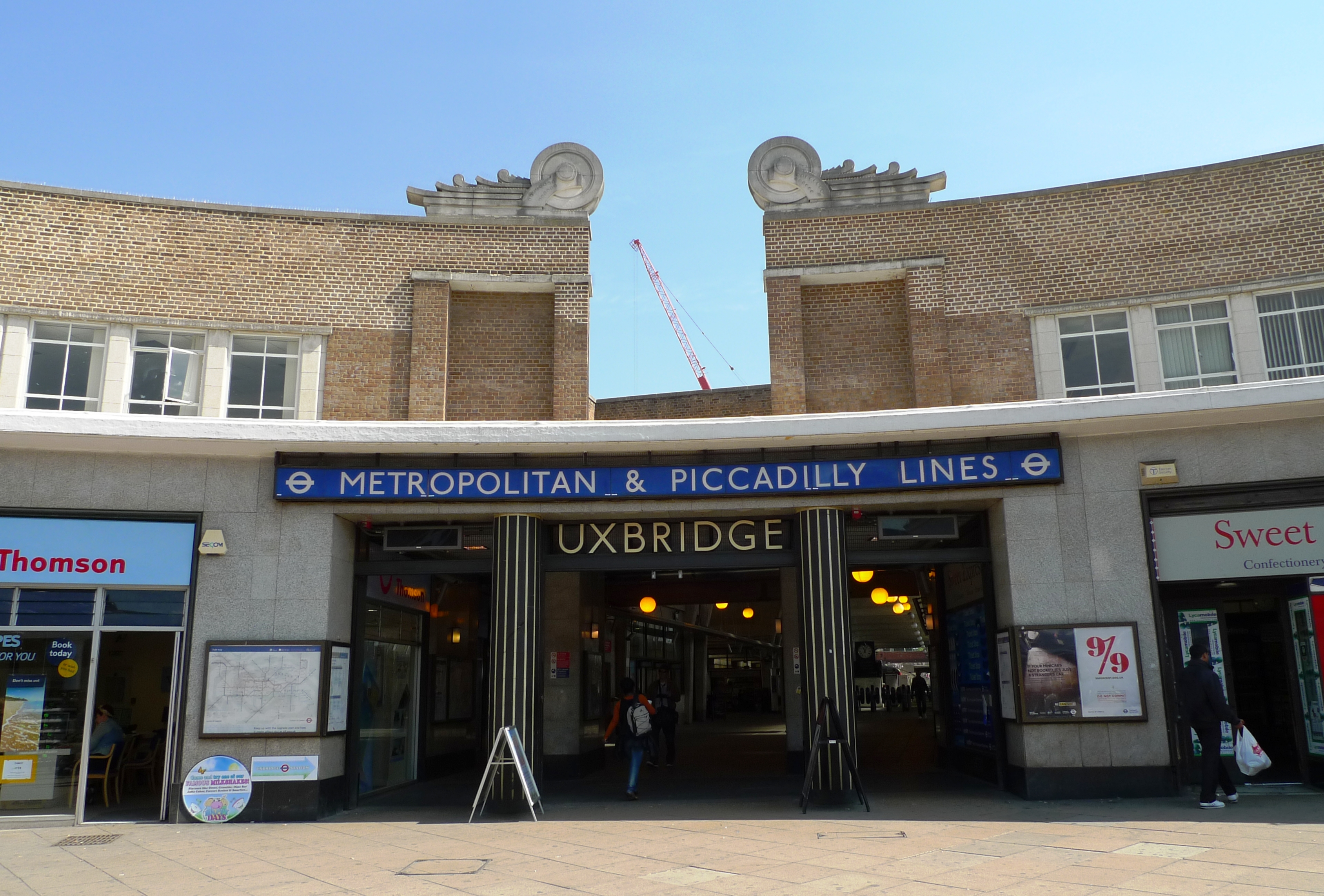
واجهة محطة مترو أنفاق أوكسبريدج

محطة مترو أنفاق أوكسبريدج هي المحطة الغربية لفروع خطوط ميتروبوليتان وبيكاديللي لمترو أنفاق لندن . المحطة ، التي تم بناؤها في عام 1933 ، أمام شارع رئيسي للمشاة ومتصلة بمحطة حافلات مع وصلات إلى هيلينجدون وهايز وإيلينغ ورويسليب وسلو.
كانت محطة طريق بلمونت اوكسبريدج  أول محطة مترو أنفاق ، تم بناؤها قليلاً خارج وسط المدينة للسماح بالتوسع المحتمل وصولا  لسوق هاي ويكومب .

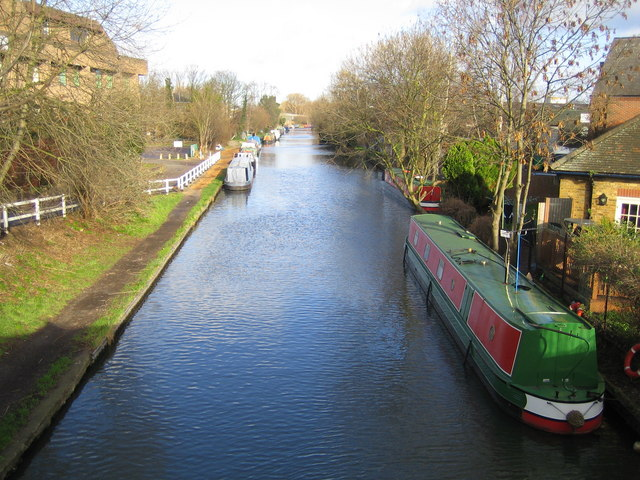
تم افتتاح قناة جراند يونيون في أوكسبريدج عام 1794.

تربط قناة جراند يونيون ، التي كانت تُعرف سابقًا باسم قناة جراند جنكشن ، لندن ببرمنغهام وتمر على الفور إلى غرب أوكسبريدج ، وتشكل جزءًا من حدود البلدة.
تم بناء أول امتداد في أواخر القرن الثامن عشر من برينتفورد إلى أوكسبريدج. .

## الرياضة والترفيه
لدى أوكسبريدج فريق كرة قدم من خارج الدوري ، Uxbridge FC ، والذي يلعب في هوني كروفت  و في منطقة يوسلي 

## مشاهير
- التحق برنارد مايلز (1907-1991) ، الممثل والكاتب والمخرج ، بمدرسة Bishopshalt Grammar School .[47]
- Peggy Eileen Whistler (1909-1958) ، شاعر وروائي ورسام استخدم الاسم المستعار Margiad Evans ولدت في أوكسبريدج ، [48]
- ولد جون ستيرز (1934-1999) ، الحائز على جائزة الأوسكار ، منشئ جيمس بوند ، أستون مارتن DB5 وروبوتات حرب النجوم في أوكسبريدج.[49]
- كان تشارلز براون (1827-1905) مهندسًا بريطانيًا ومخترعًا لمعدات الصمامات براون ولد في أوكسبريدج.[50]
- وُلدت كريستين كيلر ، عارضة الأزياء في الستينيات التي شاركت في قضية بروفومو عام 1963 ، في أوكسبريدج.[51]
- نشأت جوان داولينج (1928–1954) ، الممثلة ، التي اشتهرت بدورها في أول فيلم «إيلينغ كوميدي» هيو وكراي ، في أوكسبريدج.[52]
- وُلدت آني إيشروود (1862–1906) ، راهبة أنجليكانية ومؤسسة جماعة القيامة في جراهامستاون بجنوب إفريقيا ، في أوكسبريدج.[53]

### اقتباسات
1. ↑  GeoNames (بالإنجليزية), 2005, QID:Q830106
2. ↑  "London Plan (Consolidated with Alterations since 2004)" (PDF). Greater London Authority. 2008. ص. 351. مؤرشف من الأصل (PDF) في 2020-11-24. اطلع عليه بتاريخ 2011-11-10.
3. ↑  "Neighbourhood Watch: Uxbridge". مؤرشف من الأصل في 2020-12-04. اطلع عليه بتاريخ 2020-12-04.
4. ↑  "Location is everything in Uxbridge" (بالإنجليزية). Archived from the original on 2020-12-04. Retrieved 2020-12-04.
5. ↑  "About us". Buckinghamshire New University. 2013. مؤرشف من الأصل في 2017-10-13. اطلع عليه بتاريخ 2013-03-31..
6. ↑  "Archived copy". مؤرشف من الأصل في 2014-02-22. اطلع عليه بتاريخ 2014-06-09.{{استشهاد ويب}}:  صيانة الاستشهاد: الأرشيف كعنوان (link)
7. ↑  "Uxbridge". Key to English Place Names. English Place Name Society. مؤرشف من الأصل في 2020-10-24. اطلع عليه بتاريخ 2012-05-10.
8. ↑  Pearce 2011, p. 7.
9. 1 2  Cotton 1994, p. 8.
10. ↑  Reaney، P. H. (1969). The Origin of English Place Names. Routledge and Kegan Paul. ص. 103. ISBN:0-7100-2010-4..
11. ↑  Sherwood 2007, p. 5.
12. ↑  Cotton 1994, p. 23.
13. ↑  Cotton 1994, p. 25.
14. ↑  Cotton 1994, p. 22.
15. ↑  Sherwood 2007, p. 53.
16. ↑  Cotton 1994, p. 32.
17. ↑  Sherwood، Philip (2007). Around Uxbridge Past and Present. Stroud: The History Press. ص. 6. ISBN:9780750947947.
18. ↑  Sherwood 2007, p. 71.
19. ↑  "49, The Fig Tree (formerly The Old Bill)" (PDF). London Borough of Hillingdon. 2009. ص. 1. مؤرشف من الأصل (PDF) في 2012-03-18. اطلع عليه بتاريخ 2011-06-17.
20. ↑  Pearce 2011, p. 54.
21. ↑  Cotton 1994, p. 105.
22. ↑  Sherwood 2007, p. 39.
23. ↑  Pearce 2009, p. 95.
24. ↑  Cotton 1994, p. 138
25. ↑  "Annual Report 2005" (PDF). Brunel University. 2005. ص. 15. مؤرشف من الأصل (PDF) في 2020-09-20. اطلع عليه بتاريخ 2011-05-05..
26. ↑  Sherwood 2007, p. 58.
27. ↑  Sherwood 2007, p. 59.
28. ↑  Sherwood 2007, p. 64.
29. ↑  Cotton 1994, p. 44.
30. ↑  "The Uxbridge Parish". The Uxbridge Parish. مؤرشف من الأصل في 2020-10-25. اطلع عليه بتاريخ 2011-04-23..
31. ↑  Cotton 1994, p. 131.
32. ↑  "Your Councillors by Ward". London Borough of Hillingdon. مؤرشف من الأصل في 2020-10-22. اطلع عليه بتاريخ 2011-06-23..
33. ↑  "Annual UK weather averages". Met Office. مؤرشف من الأصل في 2017-07-06. اطلع عليه بتاريخ 2013-05-05.
34. 1 2 3 4  "A focus on Uxbridge North". London Borough of Hillingdon. أبريل 2011. ص. 4. مؤرشف من الأصل في 2018-06-26. اطلع عليه بتاريخ 2013-04-30.
35. 1 2 3 4  "A focus on Uxbridge South". London Borough of Hillingdon. أبريل 2011. ص. 4. مؤرشف من الأصل في 2018-06-26. اطلع عليه بتاريخ 2013-04-30.[وصلة مكسورة].
36. 1 2  "Religion". NOMIS. Office for National Statistics. 2011. مؤرشف من الأصل في 2020-11-07. اطلع عليه بتاريخ 2013-05-04.
37. ↑  "Neighbourhood statistics". مكتب الاحصاءات الوطنية [الإنجليزية]. مؤرشف من الأصل في 2020-12-04.
38. ↑  "Hermitage Primary School". Hermitage Primary School. 2012. مؤرشف من الأصل في 2016-03-12. اطلع عليه بتاريخ 2012-09-11..
39. ↑  "St Andrew's C of E Primary School". St Andrew's C of E Primary School. 2012. مؤرشف من الأصل في 2012-12-21. اطلع عليه بتاريخ 2012-09-11..
40. ↑  "St Mary's Catholic Primary School". St Mary's Catholic Primary School. 2012. مؤرشف من الأصل في 2020-12-04. اطلع عليه بتاريخ 2012-09-11..
41. ↑  "Whitehall Infant School". Whitehall Infant School. 2012. مؤرشف من الأصل في 2020-12-04. اطلع عليه بتاريخ 2012-09-11..
42. ↑  "Whitehall Junior School". Whitehall Junior School. 2012. مؤرشف من الأصل في 2020-09-30. اطلع عليه بتاريخ 2012-09-11..
43. ↑  "Uxbridge High School". Uxbridge High School. 2012. مؤرشف من الأصل في 2020-11-01. اطلع عليه بتاريخ 2012-09-11..
44. ↑  Pearce 2009, p. 51.
45. ↑  "Uxbridge Lock Conservation Area Character Appraisal" (PDF). South Bucks District Council. يناير 2008. مؤرشف من الأصل (PDF) في 2012-08-30. اطلع عليه بتاريخ 2012-09-11..
46. ↑  "Location". Pitchero. 2012. مؤرشف من الأصل في 2012-11-09. اطلع عليه بتاريخ 2012-11-16.
47. ↑  "Lord Bernard Miles". London Borough of Hillingdon. 30 سبتمبر 2011. مؤرشف من الأصل في 2014-03-13. اطلع عليه بتاريخ 2012-09-11./
48. ↑  ODNB: Ceridwen Lloyd-Morgan: "Williams, Peggy Eileen [Margiad Evans] (1909–1958)" Retrieved 1 July 2010, pay-walled. نسخة محفوظة 1 يونيو 2018 على موقع واي باك مشين.
49. ↑  "Michael John Stears". London Borough of Hillingdon. 27 أكتوبر 2011. مؤرشف من الأصل في 2017-07-04. اطلع عليه بتاريخ 2012-09-11..
50. ↑  Information about Charles Brown نسخة محفوظة 4 يناير 2017 على موقع واي باك مشين.
51. ↑  Staff Reporter (1 يوليو 2003). "Christine Keeler: Born in Uxbridge 2 February 1942". Leigh Journal. مؤرشف من الأصل في 2017-06-30. اطلع عليه بتاريخ 2012-09-11..
52. ↑  "Joan Dowling: Laindon's tragic child star". Laindon History. مؤرشف من الأصل في 2017-04-07. اطلع عليه بتاريخ 2016-07-05.
53. ↑  Margaret W. Robins (1939). Mother Cecile of Grahamstown, South Africa: A Record of a Great Educational Work. Gardner, Darton. مؤرشف من الأصل في 2020-12-04.

## روابط خارجية
- لندن بورو هيلينجدون
- جمعية الإيمان أوكسبريدج